# Lepidion lepidion
Lepidion lepidion är en fiskart som först beskrevs av Risso, 1810.  Lepidion lepidion ingår i släktet Lepidion och familjen Moridae. Inga underarter finns listade i Catalogue of Life. Släktnamnet och artepitet är bildat av det gammalgrekiska ordet lepis (fjäll).
Exemplaren blir könsmogna vid en längd av 30 cm. Den största dokumenterade längden är 89 cm.
Arten förekommer i norra Medelhavet från Spanien över Korsika, Sardinien och Italien till Albanien. Den vistas nära kusterna och den hittas ofta 500 till 2550 meter under havsytan. Födan utgörs främst av smådjur som lever fritt i havet. I regioner som är djupare än 1800 meter fångas djur som lever på havets botten.
Ett måttlig fiske sker på arten. Fisknät når sällan djupare än 1000 meter. IUCN kategoriserar arten globalt som livskraftig.